# ヨエロスン
『ヨエロスン』は静岡放送で2017年1月21日から土曜未明（金曜深夜）に放送されている深夜番組。幾度か番組名は変更されているが、ラテ欄は原則『ヨエロスン』で統一されているほか、通称も同じである。

## 番組全体の概要
番組そのものの発端は、2016年3月28日にスタートした『超ドSナイト』の水曜日に15分間放送していた『アイドルBINBIN!GO!』（アイドル・ビンビン・ゴ）に端を発する。
2017年1月より水曜日の当該時間帯に帯番組である『目指せ!超ドSフェスタしずおか。四二◯◯八五五』が始まることとなり、土曜早朝（金曜深夜）に『超ドSナイト』を新設、移動させ、『ヨエロスン〜とことんお尋ネ申す』に改題し、30分に枠拡大。
2017年9月をもって、『超ドSナイト』は終了したが、当番組に関してはそのまま継続したものの2019年3月23日未明をもって終了。
2019年5月4日未明、『ヨエロスンE〜私とゲームしませんか〜』として番組を再開。2022年4月改編で『ヨエロスン尋』に改題。
当頁では全シリーズについて詳述する。

## ヨエロスン〜とことんお尋ネ申す
『ヨエロスン〜とことんお尋ネ申す』（ヨエロスン〜とことんおたずネもうす）は2017年1月21日より放送開始。
「尋ねる」をテーマに下らないこと、日常でどうでもいいけどチョット気になることなどを追求する「お尋ネバラエティ」番組として番組開始。番組タイトルの「ヨエロスン」とは、漢字の「尋」を構成する「つくり」をひとつずつバラバラにしたものである。
2017年10月以降は『超ドSナイト』の冠を外して番組継続していたが、2019年3月22日をもって終了した。
MCは磐田市出身で当時仮面女子メンバーだった神谷えりなで、水曜深夜の『アイドルBINBIN!GO!』より継続して出演。2018年11月23日をもって仮面女子を抜けたが番組は引き続き出演。また、仮面女子メンバーが神谷の相方として出演する回もある。
2019年2月は番組を休止し、『怒Sナイトの乱〜やっぱりテレビ関係者は観ないでください〜』を放送。こちらの作品は神谷が主演を務めた。

## ヨエロスンE〜私とゲームしませんか〜
『ヨエロスンE〜私とゲームしませんか〜』（ヨエロスンイー〜わたしとゲームしませんか）は2019年5月4日未明（3日深夜） - 2022年3月19日（18日深夜）まで放送。SBSとしては令和最初に放送開始した自社制作バラエティ番組となった。
これまでのキーワードである「尋ねる」はそのままとし、e-Sportsが盛り上がりを見せるゲーム業界をベースにゲーム世界の魅力や現実がゲームのように楽しくなる方法を全力でお尋ネ「ゲームみたいなリアルを追求する全力お尋ネゲームバラエティ番組」を銘打つが、これまでの「ヨエロスン」時代のようなロケ要素を兼ねた企画も放送している。
MCは磐田市出身で主に携帯ゲームに勤しむ上矢えり奈。また、当番組からはさらに2人のパートナーが加わり、静岡市出身でゲーム好きの山田門努と、沼津市出身でeSportsにも携わるyunocyが加わる。山田はほぼ毎回出演。yunocyは自身の活動との兼ね合いからすべての回への出演はしていない。

### ゲスト
- 2019年5月4日 - ゴー☆ジャス[5]
- 2019年6月1日 - 酒井健太（アルコ&ピース）、矢端名結（静岡放送アナウンサー←矢端・内山・小沼はいずれも本放送当時）

※同じ静岡放送（SBS）のラジオ部門の番組、SBSラジオの『まだ帰りたくない大人たちへ チョコレートナナナナイト!』のパーソナリティを務めている二人。上矢自身も同番組の中継コーナーを担当するメンバー）
- 2019年6月8日 - 酒井健太（アルコ&ピース）
- 2019年6月22日 - カラフルパレット
- 2019年6月29日 - 賀曽利隆
- 2019年7月6日 - 賀曽利隆
- 2021年1月29日 - 内山絵里加（静岡放送アナウンサー。SBSラジオ『内山絵里加のふくわうち』、テレビ『ORANGE (テレビ番組)』担当中。）[6]
- 2021年2月19日 - 小沼みのり（静岡放送アナウンサー。SBSテレビ『Soleいいね!』担当中。）[7]
- 2021年2月26日 - 鬼頭里枝（フリーアナウンサー。SBSラジオ『テキトーナイト!!』やテレビでは『Soleいいね!』担当中。SBS制作の特別番組などで上矢とは何度か共演しているほか、上矢がアイドル活動を終える日の取材に同行している。）[8]

## ヨエロスン尋〜全力お尋ねバラエティ〜
『ヨエロスン尋〜全力お尋ねバラエティ〜』（ヨエロスン〜ぜんりょくおたずねバラエティ）は2022年4月16日未明（15日深夜）より放送開始。
新たなキャッチフレーズは「いろんなミカタにお尋ねします」。シリーズに共通する「お尋ね」はそのままに、「物事は見方を少し変えるだけで様々な発見が見えてくる。色んな見方であなたの味方に」という意味合いを重ねたもの。
2022年4月2日、「静岡まつり」に参加した上矢と山田がインスタライブを行い、そこで改題について発表した。
引き続き、MCは上矢えり奈と山田門努を主軸にyunocyが時折参加する。また、鬼頭里枝などSBSにかかわりのある人物が登場することも多い。
尚、新聞テレビ欄では、単に「ヨエロスン」と表記されるケースが多くなっている。さらにこのシリーズよりUNEXTでの配信も開始した。さらに2022年12月からは最新回のみTVerでも配信している。
2023年春改編で、山田がSBSラジオ午後の帯番組『ゴゴボラケ』のパーソナリティに就任。その後もラジオに影響が出ない範囲でロケに参加しているが、同年3月末の放送はこのことを逆手に取ったドッキリを敢行したが、その際に出演者はおろか、仕掛け人であるスタッフまでもが大号泣するという珍事も起きた。

## 番組タイアップ企画
KOマート ポテサラ企画
- 2022年2月に実施。岐阜に本社を置く明方ハムの大使を行っている山田が「門努のポテサラ」を販売することを聞きつけ、ドッキリ企画として「えり奈のポテサラ」を発注。多く売り上げたほうが「明方ハム大使」になれる、という企画であった。同月5日 - 9日、静岡県内のKOマート・KOマートfine[注 4]で販売を行った[9]。

『リトルマーメイド』静岡
- 『ヨエロスンE』時代から劇団四季の舞台に立つ企画を開始[10]。静岡では初となる「『リトルマーメイド』静岡公演」（静岡市民文化会館）が2022年4月22日に行われるのに合わせ、上矢が劇中の「アンダー・ザ・シー」に登場するパペット、カーニバルフィッシュにチャレンジし、その模様と合わせて公開収録を行うもの[11]。

五味八珍コラボレート企画「天津を食べる」
- 浜松市に本社を置き、静岡県内を中心に展開するレストランチェーンである「五味八珍」とのコラボレート。2022年9月17日（16日深夜）の放送回[12]で本社を取材した一行。その流れからそれぞれが持ち寄った逸品を合わせ、かつて人気商品であったという「天津麺」「天津飯」を作成し、9月22日から[13]の期間限定で10月14日まで[14]開催。店で注文すると1枚カードが引け、上矢・山田・yunocy・KISSER・メインMC集合を含めた8種類のカードを獲得できるほか、スタンプをためるとグッズ抽選にエントリーできるというもの。

## 配信限定シングル
2022年7月より「勝手に企業の応援ソング 作っちゃったシリーズ」の企画をスタートさせ、番組や番組出演者と縁がある企業の応援ソングを番組内で制作している。制作した楽曲は上矢えり奈と山田門努の音楽ユニット「ヨエロスン」名義で各種音楽サイトで配信している。
- 明方ハムのように!（配信日：2022年8月12日）
  - 番組放送日：2022年7月16日（15日深夜）[16]
  - 「明方ハム」の応援ソング。山田門努が「明方ハム大使」に就任しており、テレビCMにも出演しているため。
  - ミュージック・ビデオ：明方ハムの歌　勝手に作ってみた＜ヨエロスン＞ - YouTube

- MOTTO!（配信日：2022年12月18日）
  - 番組放送日：2022年12月16日（15日深夜）[17]
  - スープ専門店「野菜をMOTTO」の応援ソング。野菜をMOTTOアンバサダーの鬼頭里枝が歌唱に参加している。

- Go!Go!五味八珍（配信日：2023年3月12日）
  - 2023年5月6日（5日深夜）[18]
  - レストランチェーン「五味八珍」の応援ソング。五味八珍は番組で度々取り上げている。
  - ミュージック・ビデオ：五味八珍の歌　勝手に作ってみた！＜ヨエロスン＞ - YouTube

- デートなDAY（配信日：2023年6月2日）
  - 番組放送日：2023年6月3日（2日深夜）[19]
  - オートバイのカスタムパーツメーカー「デイトナ」の応援ソング。上矢えり奈がバイクツーリングを趣味にしている縁から。

- 毎日がTasty（配信日：2023年6月9日）
  - 番組放送日：2023年7月7日（6日深夜）[20]
  - スーパーマーケット「しずてつストア」の応援ソング。上矢えり奈がしずてつストア公式アンバサダーに就任しているため。

- Let’s Say S!（配信日：2023年10月8日）
  - 作詞・作曲・編曲:KoTa
  - 番組放送日：2023年10月14日（13日深夜）[21]
  - ミュージック・ビデオ：勝手に作ってみたシリーズ最新　エス・トラストの歌「Let's Say S!」【ヨエロスン｜SBSテレビ［静岡放送］】 - YouTube
  - サッカーJリーグ・清水エスパルスやバスケットボールBリーグ・ベルテックス静岡をスポンサードしている静岡市駿河区の企業「エス・トラスト」からのオファーで制作。